# Mosseruds GF
Mosseruds GF är en bandyklubb i Karlstad, Sverige, bildad 8 september 1938. Klubben spelade i Allsvenskan med start säsongen 2010/2011.

### Fotnoter
1. ↑  ”Klubbinfo”. Mosseruds GF. Arkiverad från originalet den 10 februari 2015. https://web.archive.org/web/20150210165751/http://www3.idrottonline.se/MosserudsGF-Bandy/Foreningen/Klubbinfo/. Läst 1 november 2011.
2. ↑  ”Fyrtiofem år sen sist!”. Mosseruds GF. 1 mars 2010. Arkiverad från originalet den 10 februari 2015. https://web.archive.org/web/20150210165754/http://www3.idrottonline.se/MosserudsGF-Bandy/Nyheter/Mosserudsnytt/Fyrtiofemarsensist/. Läst 1 november 2011.